# Pel·lícula Rollin

L'heli II "s'arrossegarà" per les superfícies per trobar el seu propi nivell; al cap d'un temps, els nivells dels dos contenidors s'igualaran. La pel·lícula Rollin també cobreix l'interior del contenidor més gran; si no estigués segellat, l'heli II s'arrossegaria i escaparia.

Una pel·lícula de Rollin, que porta el nom de Bernard V. Rollin, és una pel·lícula líquida de gruix 30 nm d'heli en estat d'heli II. Exhibeix un efecte "de rastreig" en resposta a superfícies que s'estenen més enllà del nivell de la pel·lícula (propagació d'ona). L'heli II pot escapar de qualsevol recipient no tancat arrossegant-se cap a capil·lars de 10 a 100 nm i eventualment evaporant-se.10 a 100 nm o més.

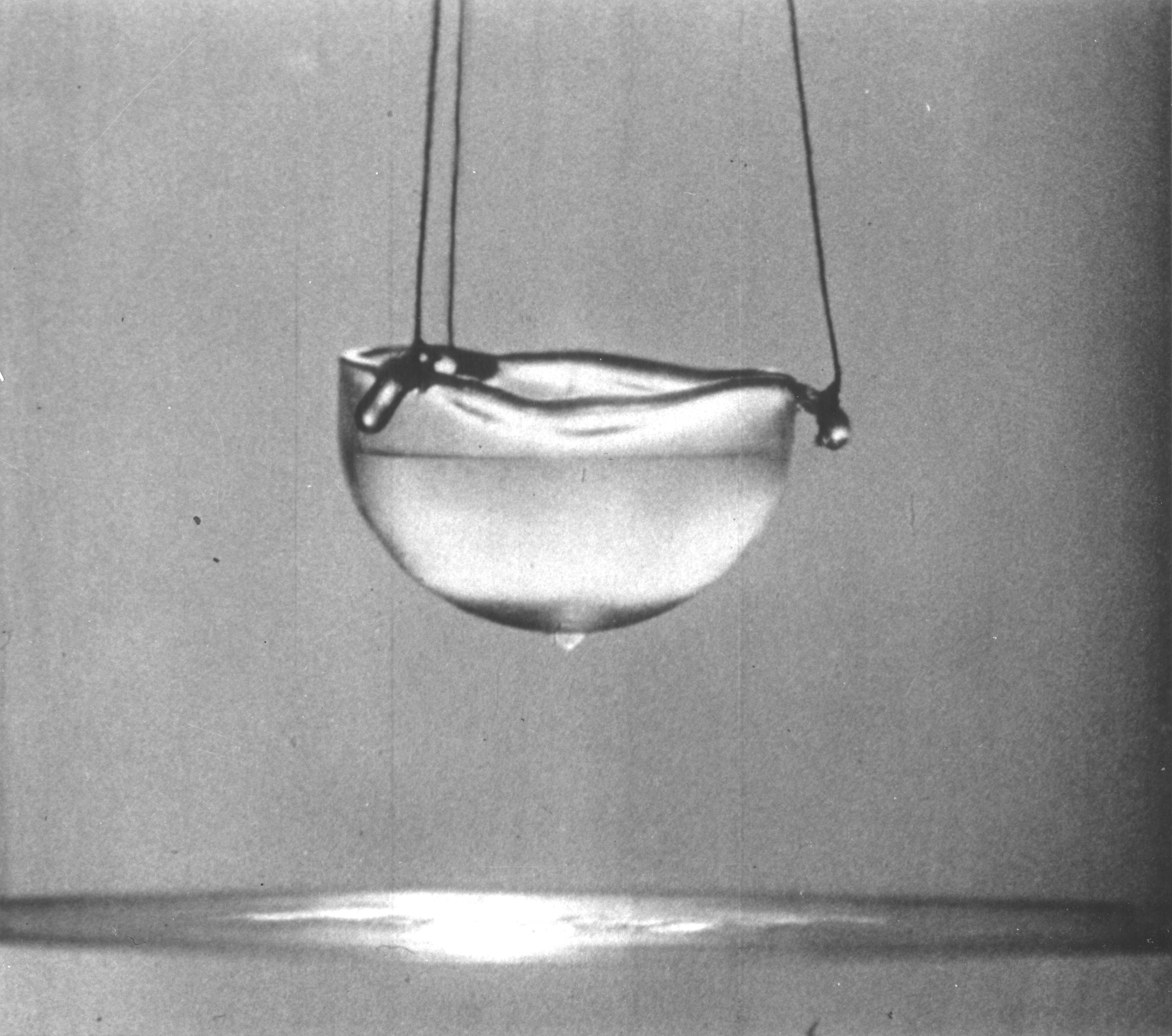
L'heli líquid es troba en fase superfluida. Mentre es mantingui superfluid, s'arrossega per la paret interior de la tassa com una pel·lícula fina. Baixa per fora, formant una gota que caurà al líquid de sota. Es formarà una altra gota, i així successivament, fins que la tassa estigui buida.

La capacitat dels líquids superfluids de travessar obstacles que es troben a un nivell superior es coneix sovint com l' efecte Onnes, que rep el nom de Heike Kamerlingh Onnes. L'efecte Onnes està activat per les forces capil·lars que dominen la gravetat i les forces viscoses.
Les ones que es propaguen a través d'una pel·lícula de Rollin es regeixen per la mateixa equació que les ones de gravetat en aigües poc profundes, però més que la gravetat, la força de restauració és la força de van der Waals. La pel·lícula pateix un canvi de potencial químic quan varia el gruix. Aquestes ones es coneixen com a tercer so.

## Gruix de la pel·lícula
El gruix de la pel·lícula es pot calcular mitjançant el balanç energètic. Considereu un element de volum de fluid petit {\displaystyle \Delta V} que es troba a una alçada {\displaystyle h} de la superfície lliure. L'energia potencial deguda a la força gravitatòria que actua sobre l'element fluid és {\displaystyle \rho gh\Delta V}, on {\displaystyle \rho } és la densitat total i {\displaystyle g} és l'acceleració gravitatòria. L'energia cinètica quàntica per partícula és {\displaystyle \hbar ^{2}/(2ml^{2})}, on {\displaystyle l} és el gruix de la pel·lícula i {\displaystyle m} és la massa de la partícula. Per tant, l'energia cinètica neta ve donada per {\displaystyle \hbar ^{2}f\rho \Delta V/(2m^{2}l^{2})}, on {\displaystyle f} és la fracció d'àtoms que són condensats de Bose-Einstein. Minimitzar l'energia total respecte al gruix ens proporciona el valor del gruix:
{\displaystyle l={\frac {\hbar }{m}}{\sqrt {\frac {f}{2gh}}}.}